# Maria Krystyna belgijska
Maria Krystyna, księżniczka Belgii (ur. 6 grudnia 1951 w Laeken) – księżniczka belgijska, córka króla belgijskiego Leopolda III i Mary Lilian Baels.

## Życiorys
W 1981 wyemigrowała z Belgii do Kanady, gdzie w tym samym roku poślubiła pianistę jazzowego i właściciela baru muzycznego w Toronto Paula Druckera, z którym rozwiodła się po kilku tygodniach. Po nieudanej próbie podjęcia kariery aktorskiej, w 1989 wyszła za mąż za właściciela restauracji Jeana Paula Gourguesa i przeprowadziła się do San Diego w Kalifornii. Zarówno z pierwszego, jak i z drugiego małżeństwa Maria Krystyna nie doczekała się potomstwa.